# Tritonusgehalt
Der Tritonusgehalt einer Tonleiter oder eines Akkords gibt an, wie viele Tritoni darin enthalten sind. Er gibt darüber hinaus Aufschluss über die Strebewirksamkeit und den Spannungsgehalt.

## Auswirkungen
Da der Tritonus über ein großes Auflösungsbestreben verfügt, beeinflusst seine Präsenz auch das Klangempfinden in spannungssteigender Weise. Beispielsweise wirkt eine anhemitonische Pentatonik spannungsfrei, da der Tritonusgehalt bei 0 liegt. Eine Durtonleiter verfügt dagegen über einen Tritonusgehalt von 1, was zum einen das Vorhandensein von Leittönen impliziert und zum anderen die beherrschende Stellung der Dominante erklärt. Bei der akustischen Skala (MM4) liegt hingegen schon ein Tritonusgehalt von 2 vor. Skalen mit höherem Tritonusgehalt, etwa die Messiaen-Skalen, werden teilweise als sperrig empfunden, da zugleich die Quintenbreite zunimmt.
Des Weiteren lässt sich der Tritonusgehalt gut bei Akkorden anwenden. So ist der Tritonusgehalt bei einem Dominantseptakkord 1, bei einem verminderten Septakkord 2. Entsprechend ist bei Letzterem auch die Strebewirksamkeit höher.